# Gare de La Valbonne
Gare de La Valbonne – stacja kolejowa w Béligneux, w departamencie Ain, w regionie Owernia-Rodan-Alpy, we Francji.
Jest stacją Société nationale des chemins de fer français (SNCF), obsługiwaną przez pociągi TER Rhône-Alpes.